# 23071 Tinaliu
23071 Tinaliu este un asteroid din centura principală de asteroizi.

## Descriere
23071 Tinaliu este un asteroid din centura principală de asteroizi. A fost descoperit pe 7 decembrie 1999 la Socorro, New Mexico, în cadrul proiectului LINEAR. Asteroidul prezintă o orbită caracterizată de o semiaxă mare de 2,89 ua, o excentricitate de 0,08 și o înclinație de 2,6° în raport cu ecliptica.